# Rossington Collins Band
Rossington Collins Band fue una banda de rock sureño estadounidense fundada en 1979 por los guitarristas Allen Collins y Gary Rossington tras el accidente aéreo sufrido por Lynyrd Skynyrd, banda de la cual eran miembros Collins y Rossington. La banda incluía otros dos músicos de Lynyrd Skynyrd sobrevivientes del accidente, Billy Powell y Leon Wilkeson. Contrataron una vocalista femenina, Dale Krantz, quien más tarde se casaría con Rossington. Lanzaron al mercado dos discos antes de desintegrarse en 1982. Su canción más reconocida, "Don't Misunderstand Me," alcanzó las listas de éxitos a finales de 1980.

## Miembros
- Gary Rossington - guitarra
- Allen Collins - guitarra
- Leon Wilkeson - bajo
- Billy Powell - piano, teclados
- Dale Krantz-Rossington - voz
- Barry Lee Harwood - guitarra, voz
- Derek Hess - batería

## Discografía

### Estudio
- Anytime, Anyplace, Anywhere (1980) to D.
- This Is the Way (1981)[2]